# Tarso (Turchia)
Tarso (in turco Tarsus; in greco antico: Ταρσός?) è una città della attuale Turchia, centro dell'omonimo distretto della provincia di Mersin.

## Geografia fisica

### Territorio
Tarso è il distretto più grande della provincia di Mersin, situata nella Regione Mediterranea della Turchia che unisce l'Asia all'Europa. Storicamente ha avuto un ruolo molto importante per la sua posizione geografica; coincidono, infatti, il passo di Sertavul (che unisce la zona strategica della Cilicia nella parte del Medio-Tauro), con la Via della Seta. 
Da una parte, il lago Regma, a sud, e il fiume Cidno, che nel passato scorreva al centro della città, le hanno consentito di essere una città di porto, aperta al commercio marino fin dai primi secoli, fino all'epoca tardo-antica. È sede di attività commerciali e industriali collegate all'agricoltura e di attività petrolchimiche. La città è a una decina di chilometri dalla costa meridionale dell'Asia Minore e a una quarantina da Adana, quarta tra le città più importanti della Turchia moderna.

### Clima
Il clima è quello tipico mediterraneo, caldo d'estate e freddo e piovoso d'inverno. Temperatura media annuale: 18,5 °C. Temperatura media d'estate: 25-33 °C.

## Origini di Tarso nel mito

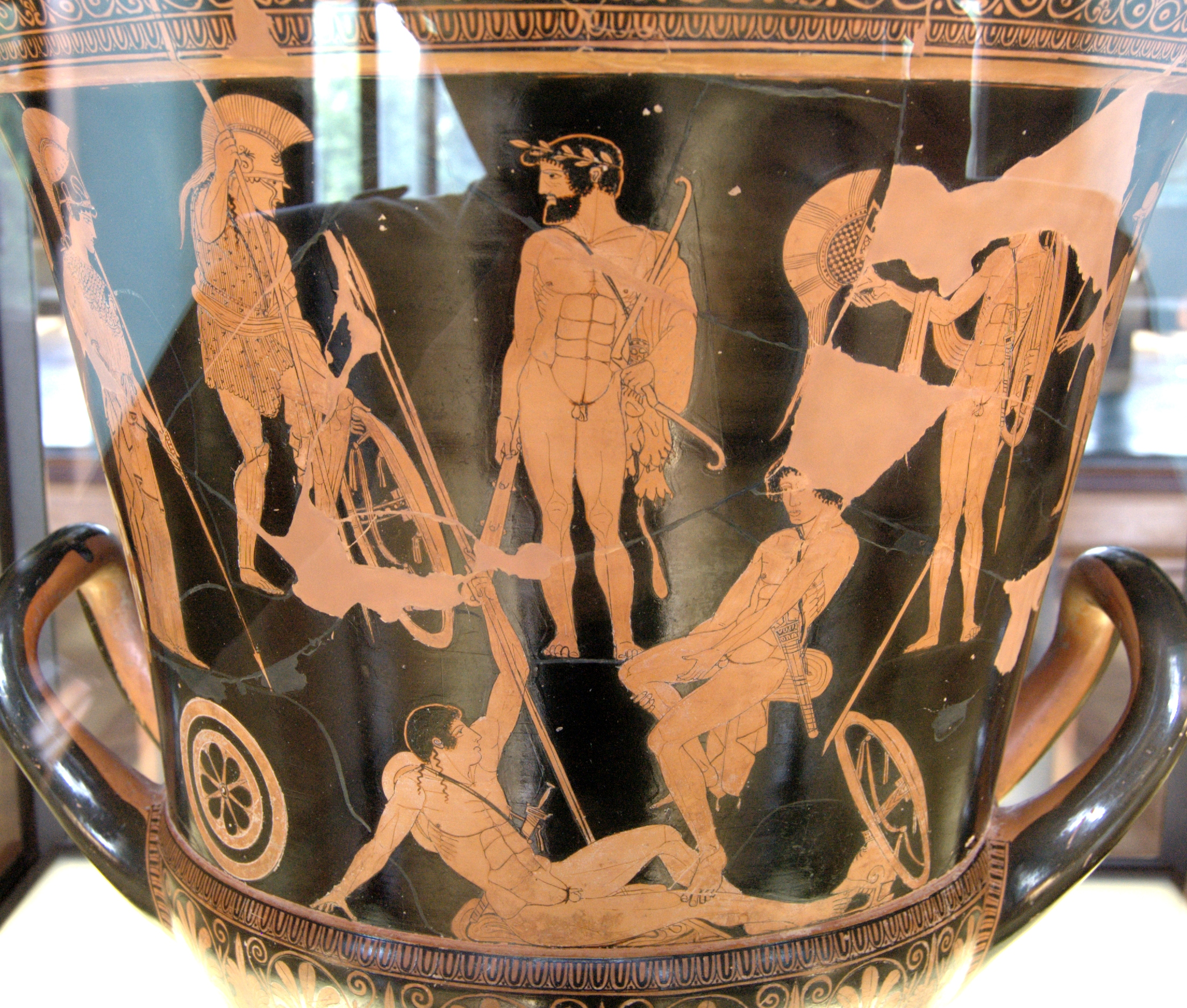
Eracle al raduno con gli altri Argonauti (Louvre).

L'elemento greco si compiacerà di intrecciare una sua propria leggenda con le origini di Tarso, collegandole con i mitici eroi dei poemi omerici. Alcune monete del tempo di Caracalla confermano la leggenda riferita da Strabone che narra di come Tarso fosse stata fondata da Argivi compagni di Trittolemo partiti alla ricerca di Io e di Eracle, l'infaticabile protagonista di avventure. La fondazione della città viene attribuita all'eroe dell'Argolide, Perseo, figlio di Zeus, che con le sue gesta libera i mortali dalla paura della Medusa. Questi nomi della mitologia richiamano i legami della città asiatica con la cultura greca.

## Preistoria e antichità
Al periodo neolitico appartengono gli scarsi avanzi di un muro e ceramiche rinvenuti durante gli scavi di una spedizione americana diretta da Hetty Goldman, nel 1935, sulla collina di Gözlükule.
Goldman esplorò la collina, alla periferia della città moderna, scoprendo un antichissimo centro abitato. Gli strati individuati vanno dall'età islamica al Neolitico, ma fu scavata solo una piccola area; infiltrazioni d'acqua resero impossibili ricerche più approfondite.

## Storia

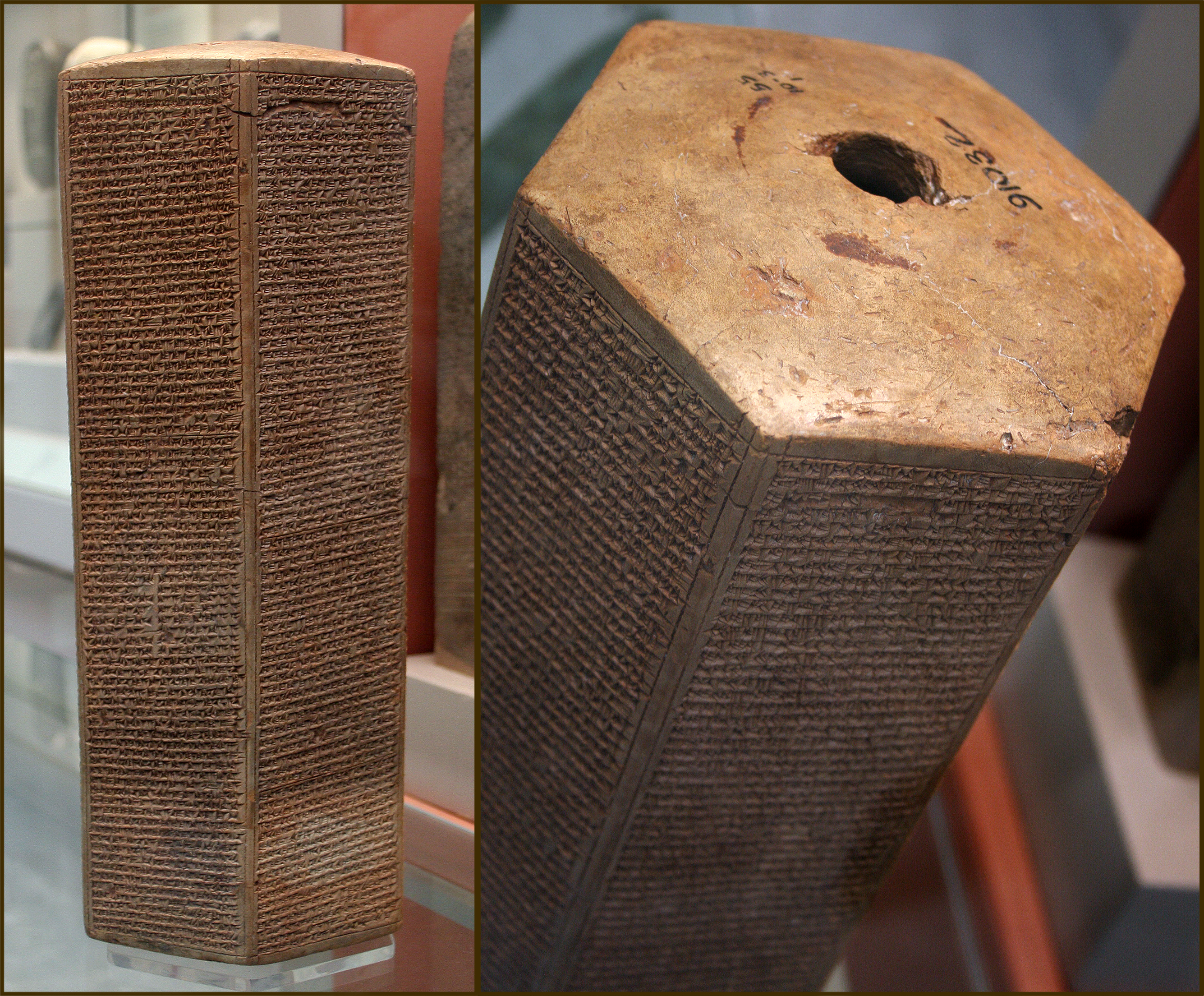
Cilindro esagonale di argilla, trovato nel palazzo di Sennacherib a Koyundgik. (British Museum).

### Assiri e Ittiti
Le origini di Tarso sono tanto antiche quanto oscure. Il suo nome si trova per la prima volta nell'Obelisco nero del re Salmanassar III (858-824 a.C.), che ricorda le città conquistate dal re assiro, e sul Prisma di Sennacherib (704-681 a.C.) che soffocò una rivolta in Cilicia.
Gli studiosi datano la fondazione della città ai tempi della decadenza dell'Impero hittita. Già nel XVI secolo a.C. Tarso era stata centro importante e forse capitale del regno di Kizzuwatna, vassallo dell'Impero hittita. Fino al V secolo a.C. non si ha più alcuna notizia di Tarso, che però deve aver vissuto e raggiunto una certa floridezza sotto il dominio persiano, se in quel periodo batteva moneta col proprio nome, in caratteri aramaici. «Da allora la sua storia, con lacune più o meno ampie, si può seguire fino ai tempi moderni».

### Achemenidi
La prima notizia letteraria ci viene dall'Anabasi di Senofonte (1, 2, 23). Senofonte, quando descrive la marcia di Ciro il Giovane parla di Tarso come di «una grande e prosperosa città della Cilicia». 
La città diventa, sia pure per breve tempo, sede amministrativa dei satrapi dell'Impero achemenide, ma le truppe del principe persiano Ciro il Giovane la saccheggiarono, perché in essa era la reggia del sovrano di Cilicia, Siennesi, fedele al re dei re della Persia. Fu poi conquistata nel 333 da Alessandro Magno, poco prima della sua vittoria a Isso contro il re Dario III di Persia. Anzi, proprio a Tarso il grande Alessandro fu colpito improvvisamente da un malore allarmante, attribuito da alcuni alle fatiche della guerra, e da altri a un bagno nelle acque gelide del Cidno, il fiume che un tempo serpeggiava lievemente nella città (poi, il progressivo insabbiamento finì col togliere a Tarso il suo porto).

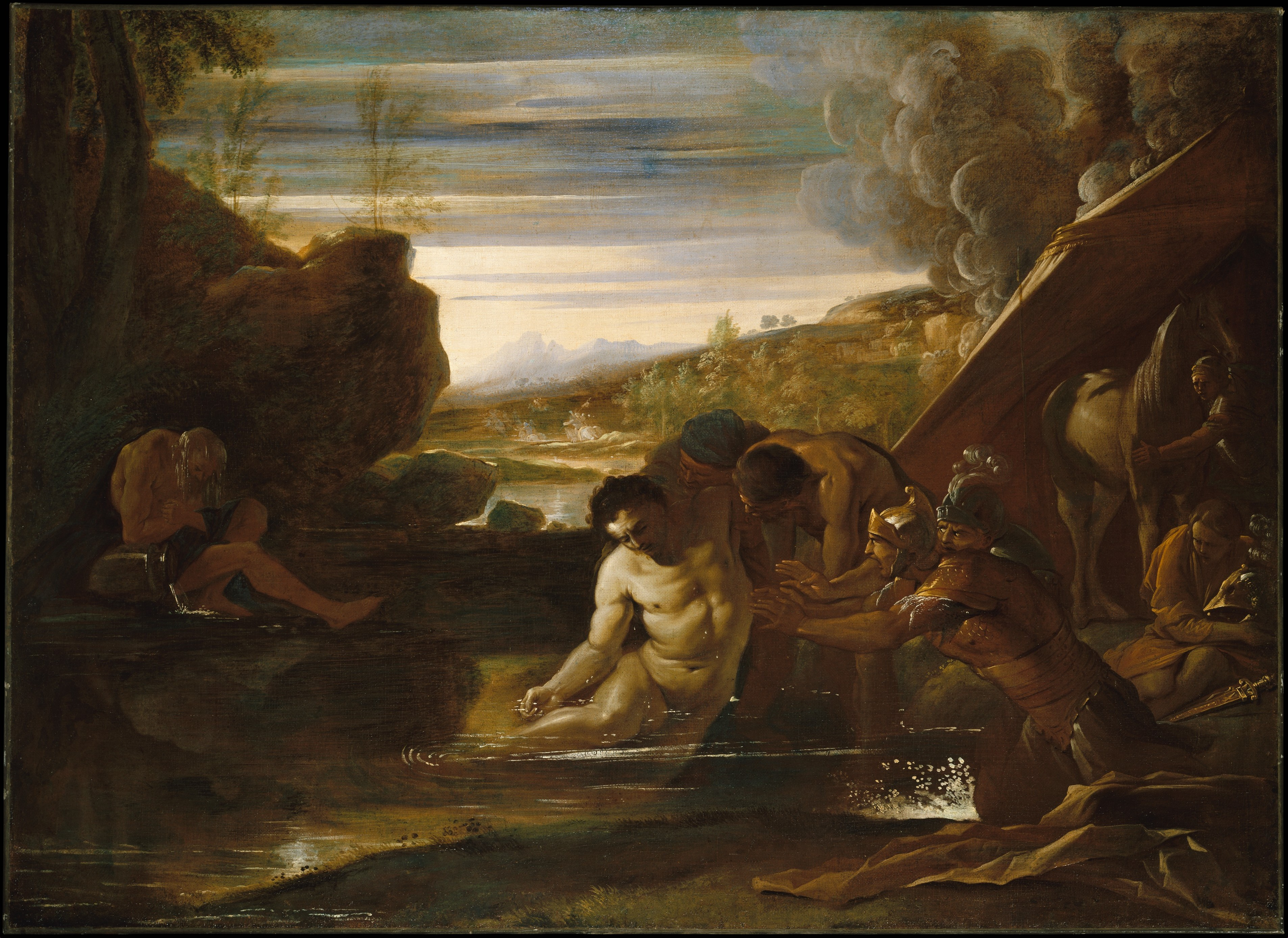
Alessandro Magno nel fiume Cidno salvato dai suoi soldati, Metropolitan Museum of Art, New York.

### Seleucidi
In seguito la città di Tarso vive e prospera sotto i Seleucidi, successori di Alessandro. Ne sono un segno le monete coniate a Tarso nei secoli IV e III, quando la città venne ribattezzata Antiochia sul Cidno (in greco antico: Αντιόχεια του Κύδνου?, in latino Antiochia ad Cydnum) per distinguerla da altre città omonime. Questo è il nome che compare sulle monete emesse nella capitale della Cilicia sotto il regno di Antioco IV, soprannominato Epifane.

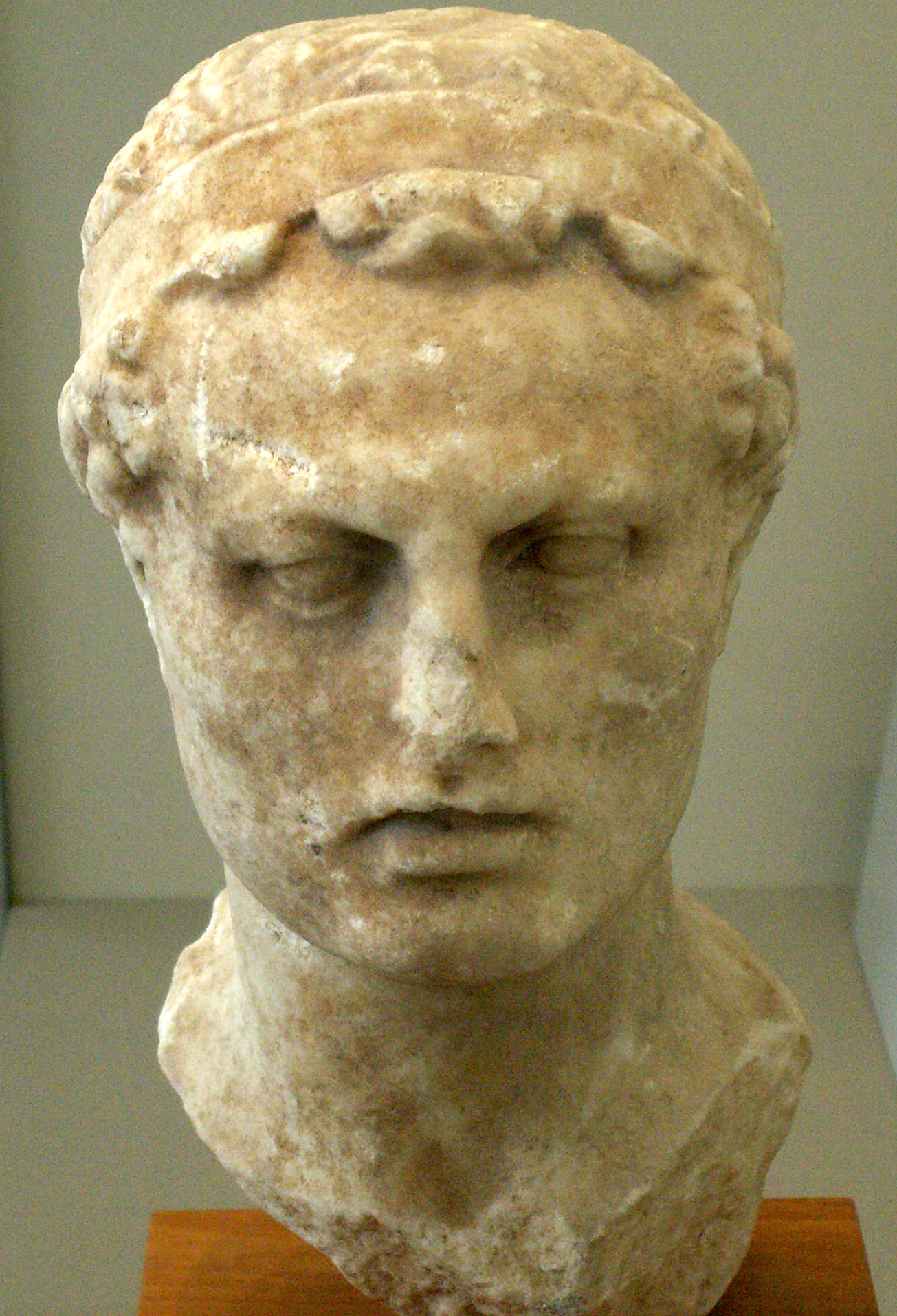
Busto di Antioco IV conservato a Berlino.

Anche se il nome di Antiochia sul Cidno compare sulle monete coniate al tempo di Antioco IV detto Epifane, non si ha certezza che la città fosse stata dedicata a lui o ad altri Antiochi sovrani. Dalla Bibbia arrivano interessanti notizie su quel periodo, si tratta del racconto della rivolta delle città di Tarso e Mallo che insorsero contro Antiochio IV Epifane perché le aveva date in dono alla concubina Antiochide:
 Da questo versetto biblico si evince come in quel tempo Tarso mantenesse ancora il suo nome e non quello di Antiochia, per cui gli storici escludono la dedicazione della città anatolica al sovrano nel periodo del suo regno che va dal 175 a.C. al 164 a.C.. 
A più città i Seleucidi apposero il nome di Antiochia; tredici ne conta Stefano Bizantino, e sedici Appiano d'Alessandria. La si chiamò Antiochia sul Cidno per la vicinanza del fiume Cidno. Quelle più famose di cui si hanno notizie sono: Antiochia di Siria (in latino Antiochia ad Orontem), Antiochia di Pisidia, Antiochia sul Saro (in latino Antiochia ad Sarus, dove il Saro è l'odierno fiume Seyhan  e Antiochia sul Meandro (dal greco Μαίανδρος; oggi in turco Büyük Menderes). Ad Antiochia sul Cidno esisteva una zecca imperiale che coniava monete da prima del 259 a.C.

### Roma
Il nome di Tarso ricompare sulle monete del periodo successivo, quello che precede l'arrivo dei romani nelle regioni del vicino oriente. L'interesse diretto di Roma per Tarso e la Cilicia (Kilakku) ha inizio verso la fine del sec. II a.C., quando la morte del re Attalo III di Pergamo (133 a.C.) rese Roma padrona di gran parte dell'Asia Minore.
Al tempo di san Paolo la città ospitava un importante centro di produzione, diffusione e fruizione dello stoicismo, della retorica e filosofia ellenistica.
Il continuo fastidio che i pirati davano alla crescente potenza marittima di Roma provocò ripetuti interventi di questa, particolarmente nella Cilicia Montana, ove si annidavano i predoni del mare. I migliori generali romani, quali Metello, Silla, Servilio Vatia, cui fu decretato l'appellativo di Isaurico, fino al fortunato Pompeo che portò a termine la tenace lotta, si affaticarono a snidare i pirati dai loro impervi rifugi.
Conquistata dai Romani di Pompeo (67 a.C.), Tarso diviene capitale della Cilicia. Nella contesa fra Pompeo e Giulio Cesare parteggia per quest'ultimo e assume il nome di Juliopolis, e rimane dalla parte degli imperiali pur quando i repubblicani Bruto e Cassio trionfano in Siria, ma viene poi punita da Cassio.
Lo storico Appiano parla di una somma di millecinquecento talenti che costringe i cittadini di Tarso ad alienare non solo i beni pubblici, ma a vendere persino i giovani come schiavi. Dopo la vittoria di Marco Antonio e Ottaviano a Filippi nel 41 a.C. su Cassio e Bruto, uccisori di Cesare, la città è esentata dal pagare il tributo di guerra. Anzi Antonio vi invia Boeto, un poeta e abile parlatore, con lo scopo di ristabilire l'amministrazione e le finanze della città. Ma la corruzione e il malgoverno continuano fino all'arrivo di Atenodoro, un filosofo stoico, maestro di Ottaviano Augusto, inviato dall'imperatore stesso nel 27 a.C. per garantire stabilità e sicurezza in questa città crocevia delle comunicazioni con l'Oriente.
Nel periodo da Pompeo ad Augusto, secondo Dione Crisostomo, la civitas romana era stata conferita a un certo numero di persone sulla base del censo e del pagamento di cinquecento dracme. Di questo beneficio imperiale potrebbe avere usufruito la famiglia dell'apostolo Paolo (Saulo), originario di Tarso, ebreo della diaspora.
In Tarso ha inizio la relazione tra Marco Antonio e Cleopatra. Viene protetta da Augusto, in quanto ivi era nato il suo maestro, lo storico Atenodoro Cananita; questi ottiene che i suoi concittadini abbiano l'esenzione delle tasse. Tarso continua a fiorire nell'età imperiale e, al cambiare dell'imperatore, assume via via i nomi di Adriana, Antoniniana, Commodiana, Alessandrina e Severiana.
A Tarso nasce Paolo, principale missionario del Vangelo di Gesù presso i greci e i romani nel I secolo, e muore l'imperatore Giuliano. Cicerone fu governatore della città dal 51 al 50 a.C. Tarso fu famosa anche come centro culturale. Il geografo greco Strabone (58 - 21,25 a.C.) in Geografia, 14, V, 13 sostiene che come centro culturale Tarso superava perfino Atene ed Alessandria.

### Arabi
Verso la metà dell'VIII secolo viene conquistata dagli Arabi e viene dotata di notevoli fortificazioni dal califfo Hārūn al-Rashīd, che la fa diventare la principale base navale abbaside nel Mar Mediterraneo. Il figlio e successore, al-Maʾmūn, viene sepolto a Tarso nell'833. Riconquistata con fatica da Niceforo II Foca, rimase bizantina fino al 1085; successivamente viene occupata dai Crociati comandati da Tancredi d'Altavilla e diventa possedimento di Baldovino, conte di Edessa. Dal 1080 al 1186 è la capitale del Regno armeno di Cilicia. Successivamente cercano di tenerla i Turchi Selgiuchidi e viene conquistata dall'ottomano Maometto II nel 1458. Queste guerre lasciano ben pochi reperti dell'antica città; inoltre il suo porto viene interrato e il fiume cambia corso spostandosi a levante, diminuendo la sua importanza.
Altri personaggi notevoli che, secondo la tradizione islamica, sarebbero vissuti a Tarso sono il primo muezzin islamico, Bilal, e il leggendario eroe jāhiliyya Luqman al-Hakim (ossia Luqman 'il medico', in quanto accreditato di grande sapienza nell'ars medica).

## Monumenti e luoghi d'interesse

### Siti archeologici

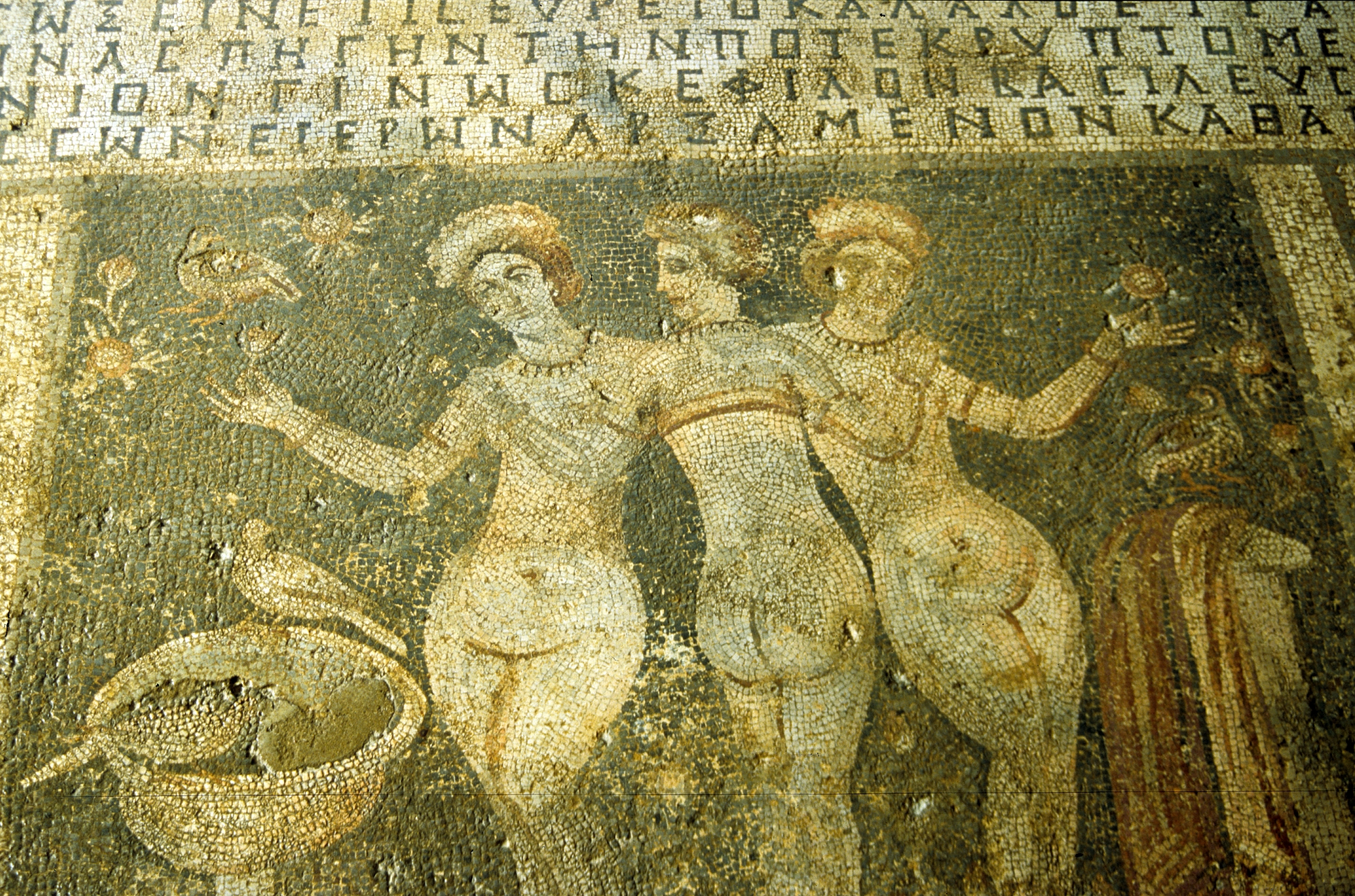
Le dee Cariti: Talia, Eufrosine ed Aglaia. Mosaico delle terme nei pressi di Tarso.

Il Tumulo di Gözlükule, formato da due colline, è lungo 300 m e largo 22 m. Gli scavi archeologici iniziati nel 1935 segnalano la presenza di abitazioni locali sin dal periodo del Primo Neolitico fino ai tempi dell'Impero Ottomano. Nei 33 livelli osservati ci sono vari oggetti archeologici importanti fra cui la Ceramica di Cilicia, Mesopotamia e Micena, i muri d'argilla a base di pietra del periodo dell'età primitiva del Bronzo, case e vie strette, i residui del periodo tardo-neolitico, resti di un tempio a Hattusas, complessi ricostruiti del Periodo primitivo. Le scoperte archeologiche (soprattutto i livelli che appartengono all'età del bronzo antico fino al periodo degli Ittiti), indicano un'importante presenza di informazioni relative alle antiche relazioni dei Paesi del Mediterraneo Orientale, Cipro ed Egitto. Tra questi livelli, per esempio, un monumento della civiltà ittita documenta la presenza di scritti
speciali in Anatolia. Sono da vedere i resti dell'impianto di lavorazione del bronzo, i timbri scritti con l'alfabeto geroglifico e cuneiforme, i vasi in ceramica di Cipro, gli stampi assiri, i timbri di terracotta.

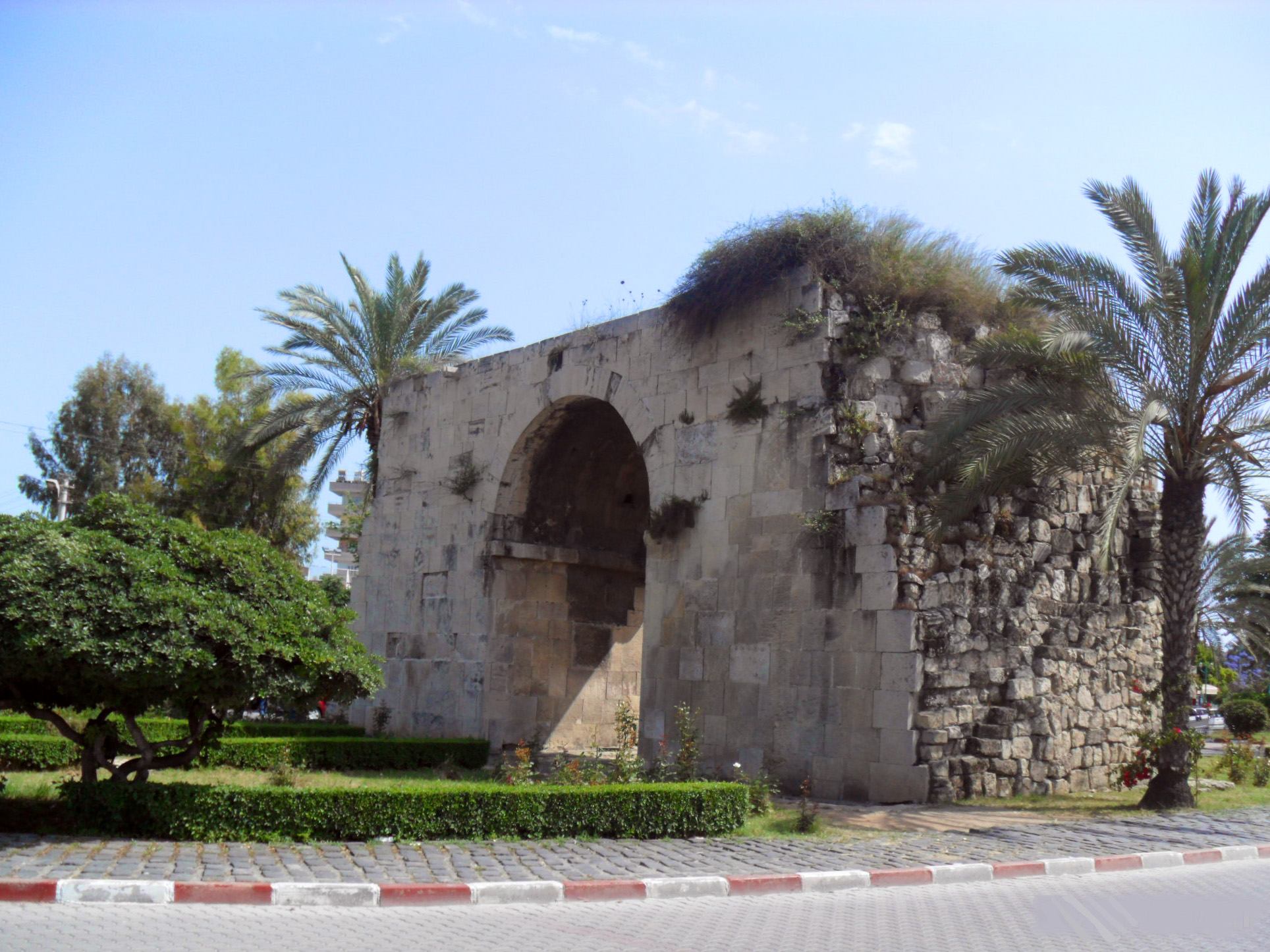
Porta di Cleopatra.

La Porta romana è la porta principale della città che si apre verso ovest ed è l'unico residuo delle mura antiche della città. L'altezza della porta ad arco è di 8,50 metri e la larghezza è di 5,60 metri. Negli ultimi anni ha avuto ristrutturazioni, compreso l'arco principale.
Secondo alcuni scritti del XIX secolo, si hanno varie denominazioni della porta: “Porta di mare” per la sua vicinanza al porto, ”Porta di Silifke” per la sua posizione sulla via verso Seleukia e anche “Porta San Paolo”. Le indagini, fatte in base al materiale di costruzione, mostrano che la porta fu costruita verso la fine del periodo Bizantino o durante il periodo degli Abbasidi. Inoltre, si presuppone che ci fosse un'altra porta nel punto dove era la Porta di Cleopatra. Di qui sarebbe avvenuta l'entrata di Cleopatra, giunta a Tarso con la sua nave dalla poppa d'oro, unica al mondo; proprio a Tarso si sarebbe svolta la storia d'amore tra Cleopatra e Antonio.

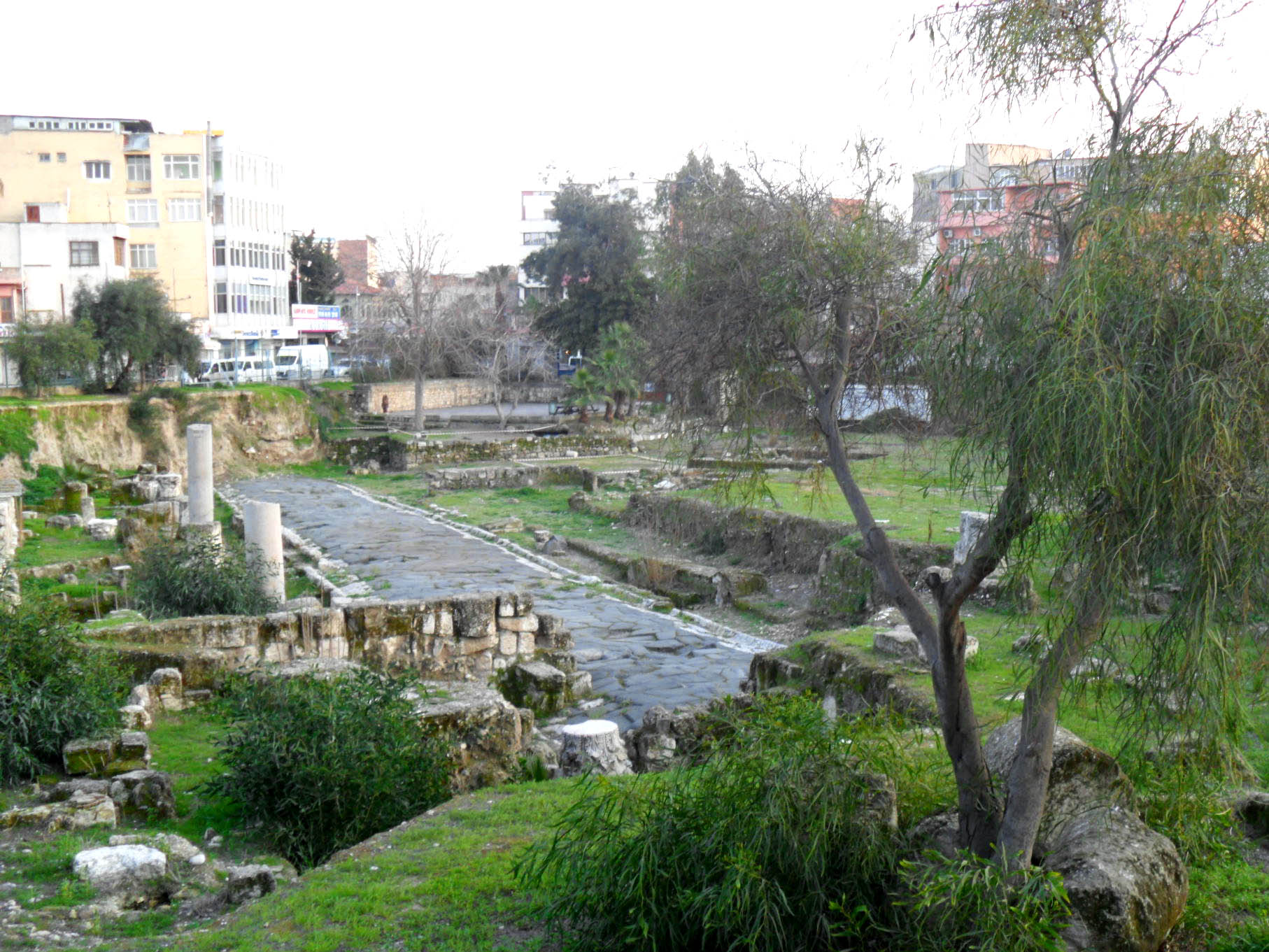
Tratto di strada romana rinvenuta in centro a Tarso.

Un tratto di Via romana è stata scoperta nel 1993 con uno scavo-base per la costruzione di un palazzo, mostra il fascino della città di duemila anni fa. La Via, che si trova in mezzo alla città, formata da sassi posizionati con sistema poligonale, è larga 6,5 metri, dalla quale è stata portata fuori una parte di 60 metri. La sua forma a spina di pesce e i pozzi che si trovano ai lati mostrano la sua diversità dalle altre vie. Ad ovest della via c'è una piattaforma con colonne, mentre ad est si trova una casa romana probabilmente costruita dopo la Via. Questa casa con il cortile a mosaici del IV-V secolo d.C. indica il lungo periodo di presenza della Via.

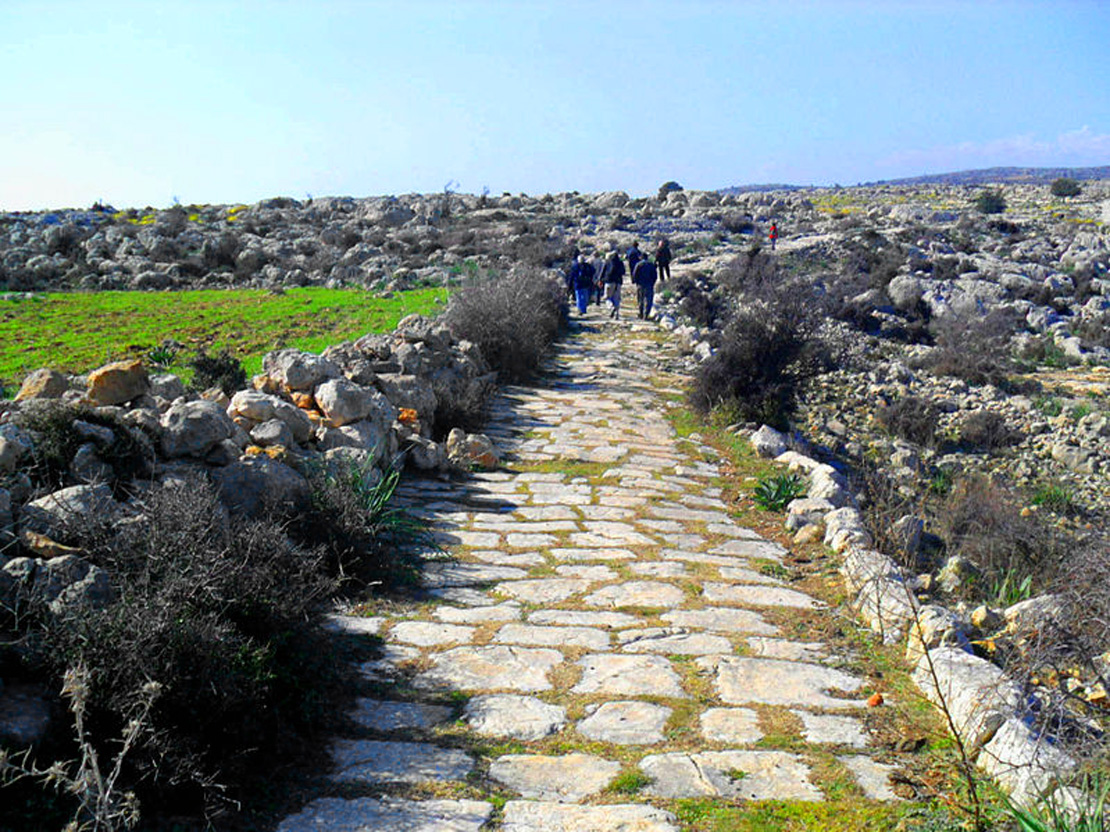
La Via romana appena fuori Tarso.

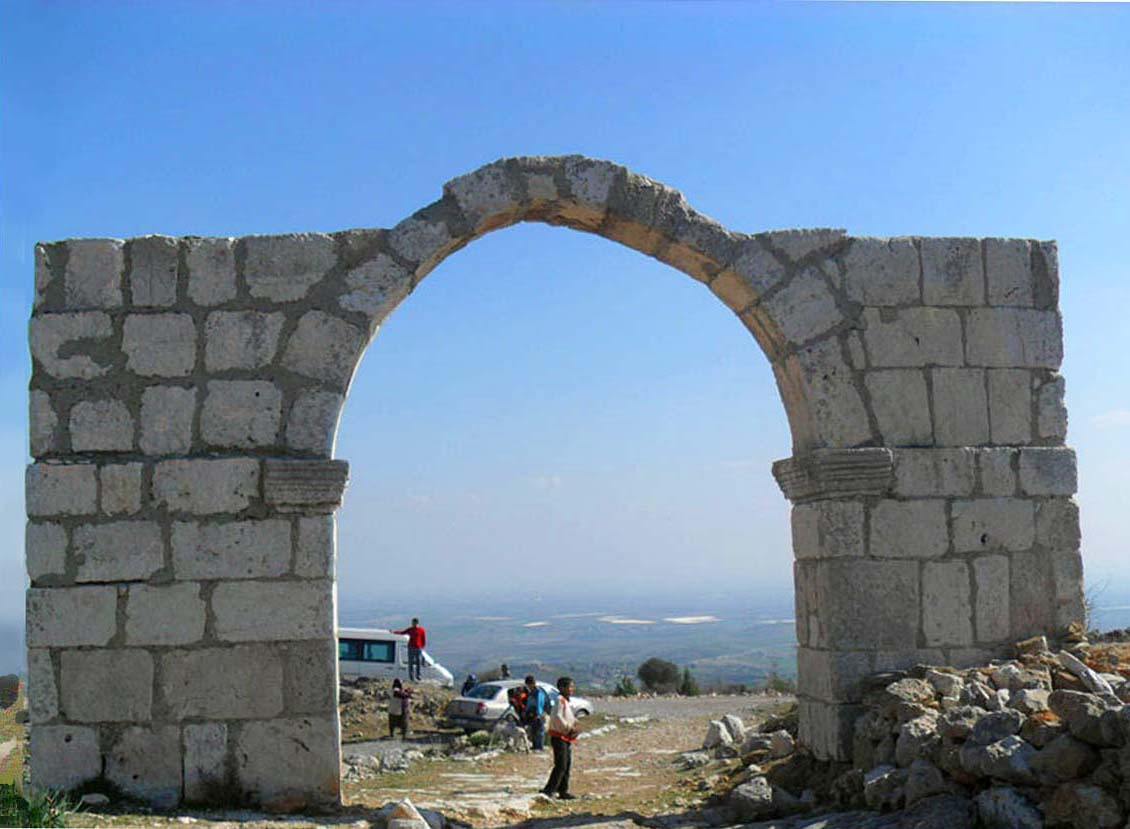
La porta sul colle Sağlıklı.

La Via romana (Sağlıklı) è fra la vie romane più importanti che si possono osservare ancora oggi. La via è lunga 2 km e si trova sul colle Sağlıklı, a 15 km di distanza da Tarso, costruita con pietra calcarea. È ritenuta una delle vie più importanti anche perché collega la regione mediterranea alla regione dell'Anatolia dell'Est. Probabilmente fu costruita nel I secolo e usata fino alla metà del IV secolo. Nei tratti rimasti sono stati messi dei sassi di calcare e dei marciapiedi ai lati per evitare ai mezzi di andare fuoristrada. Nel punto della via dove si può vedere il mare, si trova una porta antica.
Il Tempio Romano (Donuktaş) è una massa gigantesca di pietra che avrebbe dovuto essere l'edificio più grande della zona, il mai completato Tempio Romano. Inizialmente si pensava che l'edificio appartenesse al periodo di Adriano o di Settimio Severo; tuttavia, osservando le caratteristiche architettoniche dell'anfiteatro di Side e del Tempio di Tyche si è arrivati alla conclusione che appartenga al periodo degli Antoninii, in particolare a quello di Commodo. Questa struttura imponente ha una base rettangolare di 100 × 43 m e la roccia conglomerata la rende ancora più interessante. Studiando i massi di pietra, si è scoperto che erano di cemento armato romano e le pareti erano alte 8 metri rafforzate con blocchi di pietra calcarea.
Le terme Romane rinvenute a Tarso e dintorni sono monumenti risalenti all'epoca romana. A Tarso, il Bagno Romano è costruito con la stessa tecnica del Tempio di Donuktaş, di cui è contemporaneo. Date le sue dimensioni, fu aperto un passaggio per facilitare il transito nei quartieri circostanti, senza danneggiare il monumento. I resti oggi presenti sono formati da due grandi blocchi. Un blocco si trova nella direzione est-ovest, un altro perpendicolare al primo in direzione nord-sud (largo 3 metri e lungo 9 metri). Nel punto di coincidenza di questi blocchi, si trova un piccolo cortile coperto da una cupola. Fu costruito secondo la tecnica del cemento romano. Durante gli scavi fu scoperta una piscina nel cortile, sotto la quale c'è un sistema di riscaldamento (hypokaust).
Un altro impianto termale è stato rinvenuto a sud-ovest di Tarso, a Narlikuyu, dove si trova un piccolo villaggio di pescatori. Qui si può ammirare ciò un mosaico che rappresenta le tre Grazie (o Cariti): Talia, Eufrosine ed Aglaia, le dee greche della leggiadria, figlie di Zeus ed Eunomia (o Eurynome). La scritta in greco dice: «chi beve di quest'acqua diviene sapiente e vive a lungo, chi è brutto diventa bello».

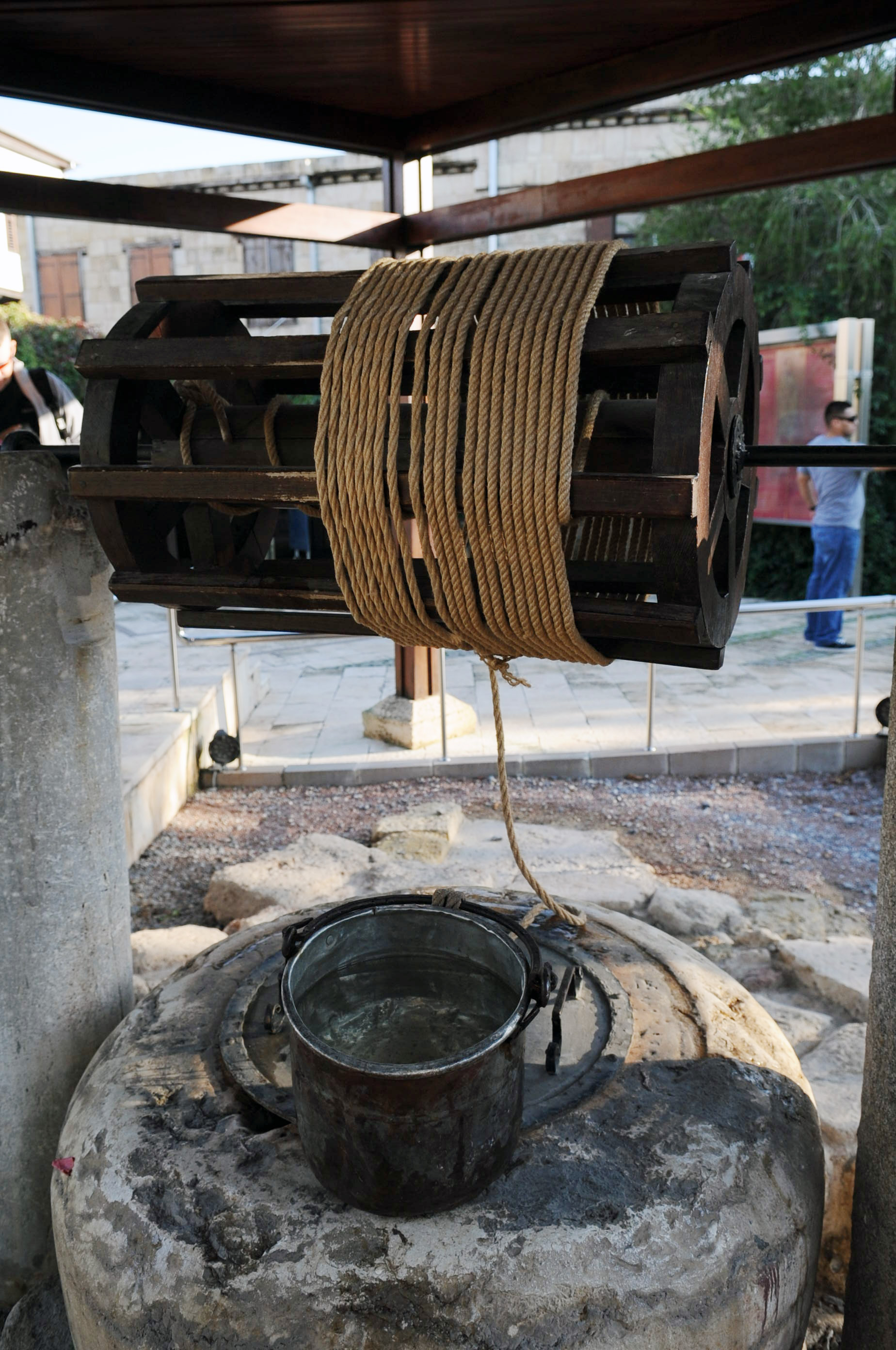
Pozzo di San Paolo.

Il Pozzo di San Paolo è un pozzo di origine romana, che un'antica tradizione chiama così perché sorgeva nella zona giudaica della città. Il pozzo è situato nel cortile di una casa. si trova a 200 metri dalla Via Antica verso nord-est. All'epoca, quando la maggioranza della gente di Tarso era cristiana, si credeva che l'acqua sotterranea sorgente dal pozzo fosse santa e salutare. Gli scavi archeologici fatti intorno a questa fossa hanno messo in evidenza la presenza di tanti strati di cultura Romana, Bizantina e Ottomana. Il monumento, salvaguardato attraverso varie ristrutturazioni, è di grande interesse per i turisti, soprattutto per i pellegrini.

### Chiese e moschee

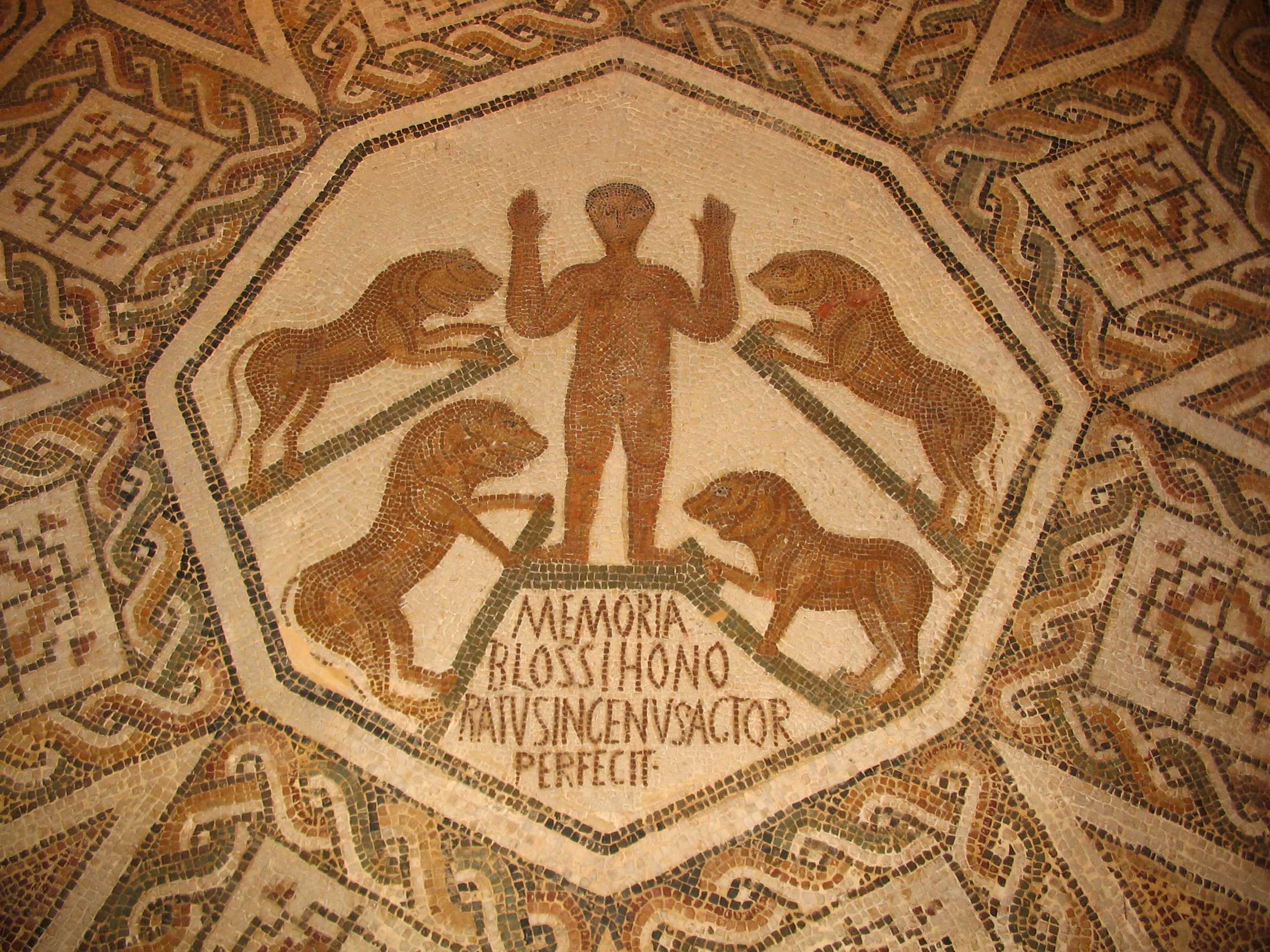
Daniele tra i leoni (Museo nazionale del Bardo, Tunisi).

Tomba del Profeta Daniele e Moschea di Makam-ı Serif. All'interno della Moschea di Makam-ı Serif c'è la tomba del profeta Daniele La moschea ha la base rettangolare con volte e archi, fu costruita nel 1857 e dopo 10 anni le venne aggiunto un minareto e un altro edificio. Nel nuovo palazzo ci sono tre porte che si aprono verso il palazzo antico e con tre scalinate si scende al piano principale, il quale è coperto da una cupola bassa. L'abside è dritto e semplice. A ovest c'è la tomba del Profeta Daniele. L'importanza della moschea proviene soprattutto dalla presenza della tomba del Profeta Daniele. In un anno di carestia, il Profeta fu invitato in città e al suo arrivo portò l'abbondanza e il Profeta non tornò più a Babele e quando morì fu seppellito dove oggi c'è la Moschea Makam. Quando il Califfo ʿOmar ibn al-Khaṭṭāb conquistò Tarso nel 638-639 d.C. la tomba del profeta fu aperta e fu trovato un corpo alto coperto da un tessuto ricamato d'oro. Sul corpo fu trovato un anello sul quale c'era un disegno di un bambino fra due leoni, un maschio e una femmina che leccavano il bambino. Per impedire che gli ebrei prendessero il corpo, il Califfo ordinò di seppellirlo più profondamente e di far passare una parte del fiume Cidno sopra il sepolcro. Infatti, durante gli ultimi lavori di restauro della moschea, furono trovati dei tombini di ferro e il corpo del Profeta si trova molto al di sotto di questi.

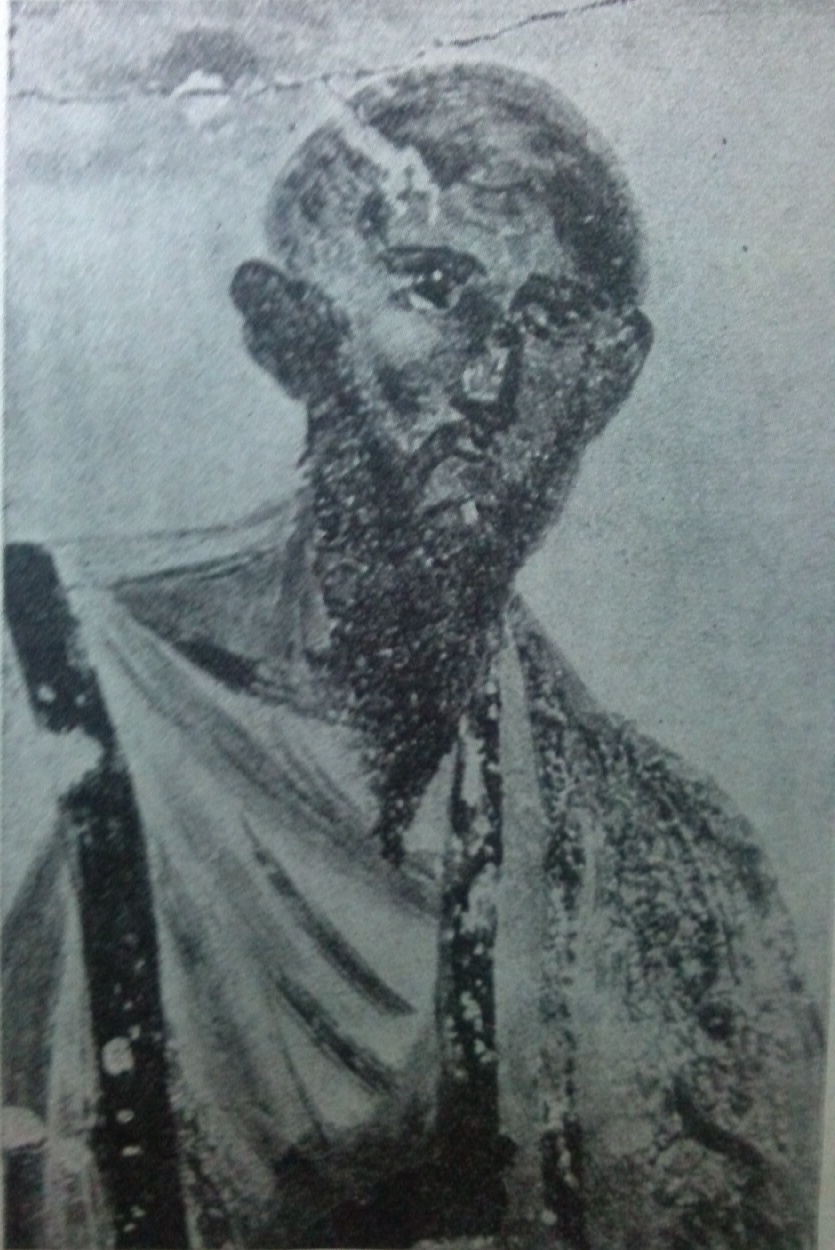
Paolo di Tarso. Affresco Catacomba dei santi Marcellino e Pietro.

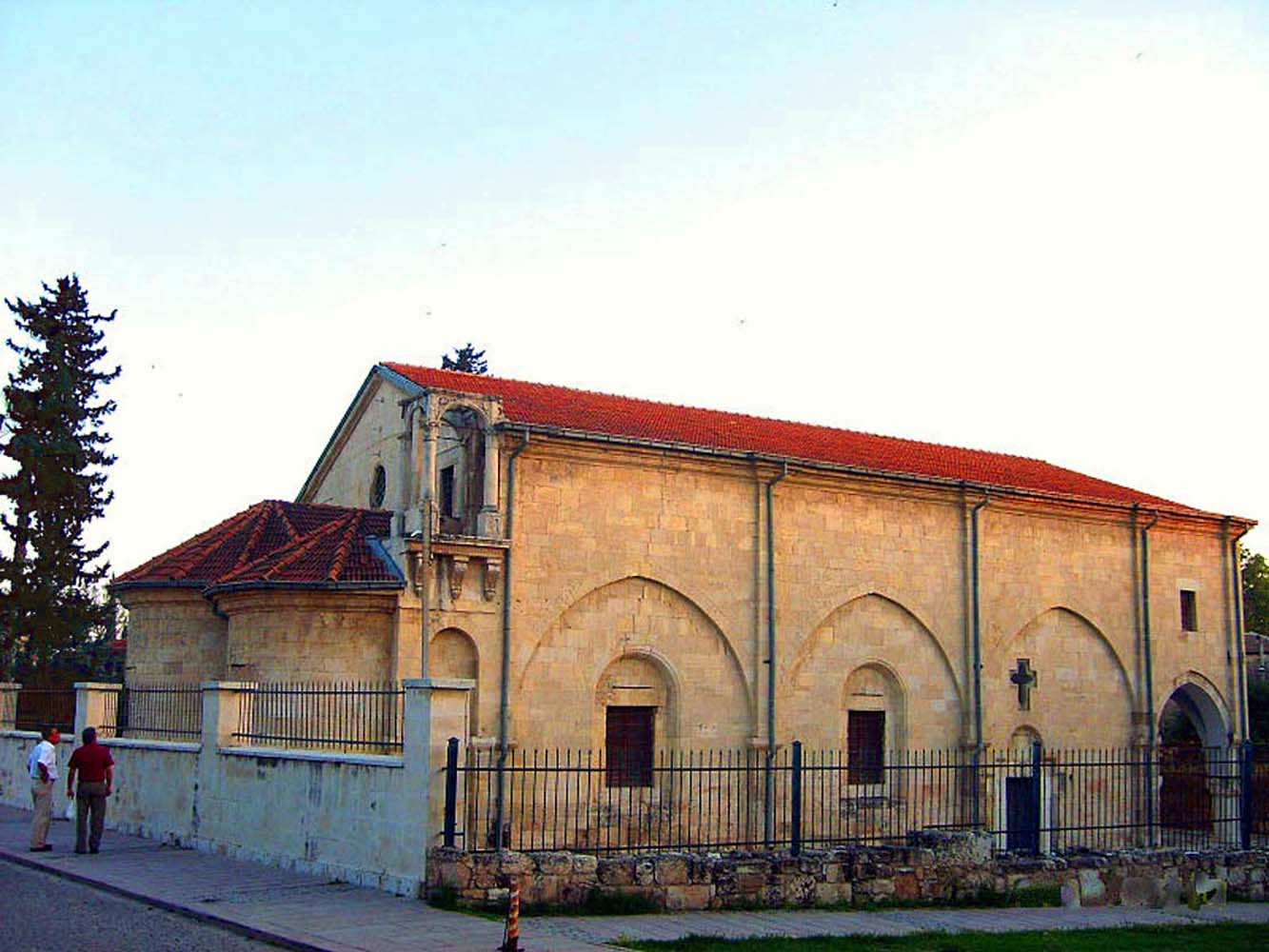
Chiesa di San Paolo.

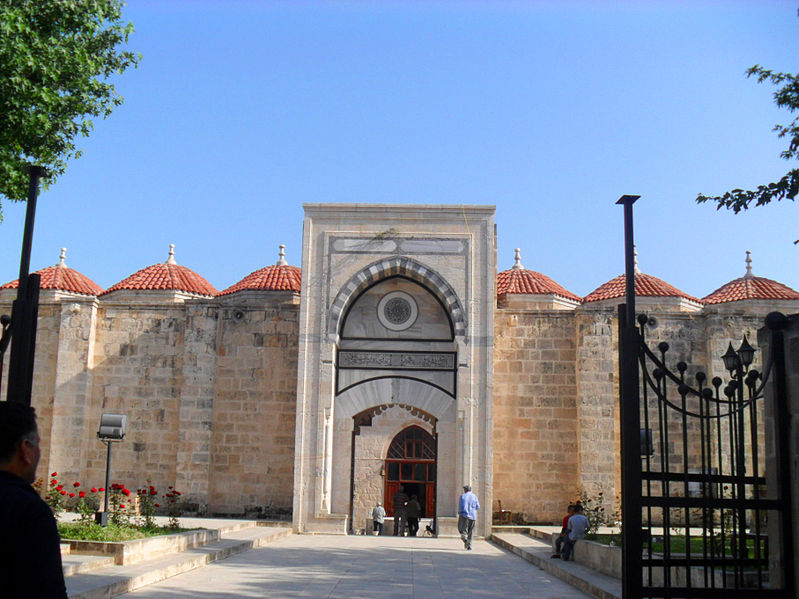
La grande moschea Ulu Camii.

Chiesa di San Paolo o Museo monumentale di San Paolo È uno dei luoghi più antichi di preghiera di Tarso. Gli esperti pensano che questo edificio fu una delle chiese dedicate a San Paolo e venne edificato nel 1102 come Cattedrale di San Paolo. È interessante per la sua architettura in stile romano. Fu trasformato in moschea subito dopo la conquista di Tarso da parte di Ramazanoğlu Ahmed Bey da Karamanoğulları.
Venne rifatta edificando un'abside al posto della porta a sud; un'area di preghiera pubblica nella parte nord e delle camere ai due lati della sala centrale. Inoltre fu aggiunto un minareto all'angolo sud-ovest dell'edificio. Si entra nel giardino passando da una porta ornata. L'edificio copre un'area di 460 m². La sala, alla quale si accede da una porta principale sul lato ovest, è larga 19,30 metri e lunga 17,50 metri. Al centro del soffitto della sala principale, ci sono disegni di Gesù al centro, Giovanni e Matteo a est e Marco e Luca a ovest. Al lato nord-est dell'edificio c'è un campanile. L'edificio fu soggetto ad un grande restauro.
La Moschea Ulu. Fu costruita nel 1579 da Ibrahim Bey, figlio del Signore della Signoria di Ramazanoğlu Piri Mehmet Paşa. È un edificio composto di tombe, scuole e con una torre dell'orologio aggiunta nel 1895. Se si osserva in dettaglio, si nota che nel posto dove ora sorge la moschea doveva esserci in precedenza un altro monumento. Vicino al muro est ci sono le tombe di St. Sit, St.
Lokman Hekim e Califa Me'mun. La moschea fu progettata in tre navate principali verso il mihrab. C'è una specie di gazebo in mezzo al cortile vicino alla parte nord dell'edificio. Nelle parti nord-est e nord-ovest ci sono due minareti. Si capisce dagli scritti che il minareto a nord-ovest fu costruito nel 1363 ed è appartenente a un'altra moschea. Il secondo minareto fu riedificato nel 1895 come torre dell'orologio dal Prefetto Ziya Paşa.

### Kirkkaşik, l'antico bazar

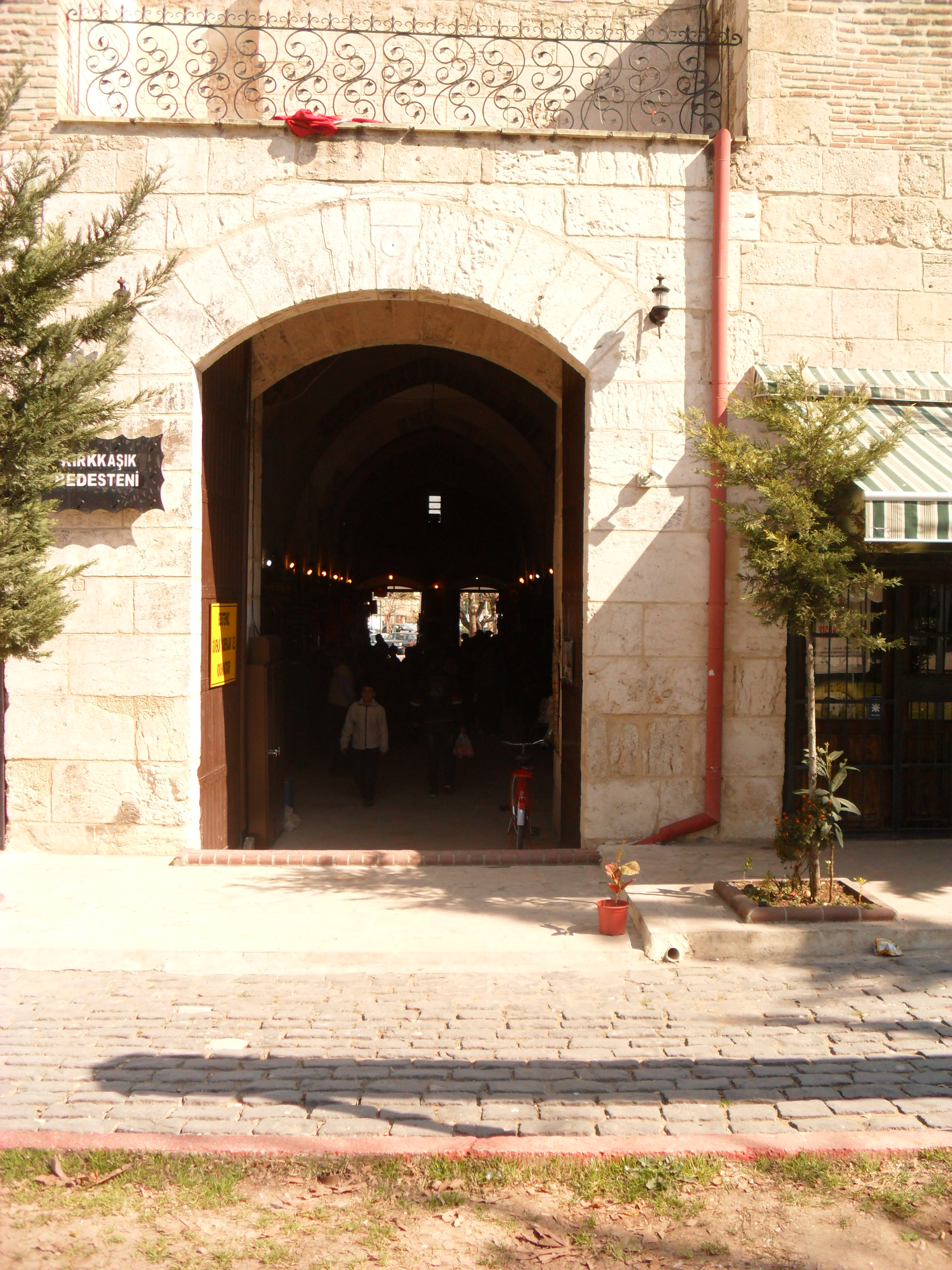
Il bazar di Tarso.

Il mercato costruito nel periodo della Signoria di Ramazanoğullar (1579) è ricordato per gli ornamenti di cucchiai soprastanti la parte superiore. L'edificio, anche se fu usato nei primi tempi come mensa per i poveri e per la scuola, con la Repubblica divenne un bazar coperto. L'edificio di forma rettangolare fu costruito in pietra su una superficie di 600 m². L'ingresso è consentito da due porte, ad est e a ovest, mentre ci sono 25 camere adibiti a negozi e sette cupole che lo coprono.

### Grotta dei Sette Dormienti
La grotta Eshab-ı Kehf si trova nelle vicinanze del villaggio Ulas a circa 15 chilometri a nord di Tarso. Qui si rifugiarono sette giovani, tra i primi convertiti al Cristianesimo, insieme ai loro cani per fuggire alle persecuzioni e alle torture e dormirono per 309 anni. Questa grotta è considerata un luogo sacro sia per i Cristiani che per i Musulmani, i quali, sopra la grotta, hanno costruito una moschea.

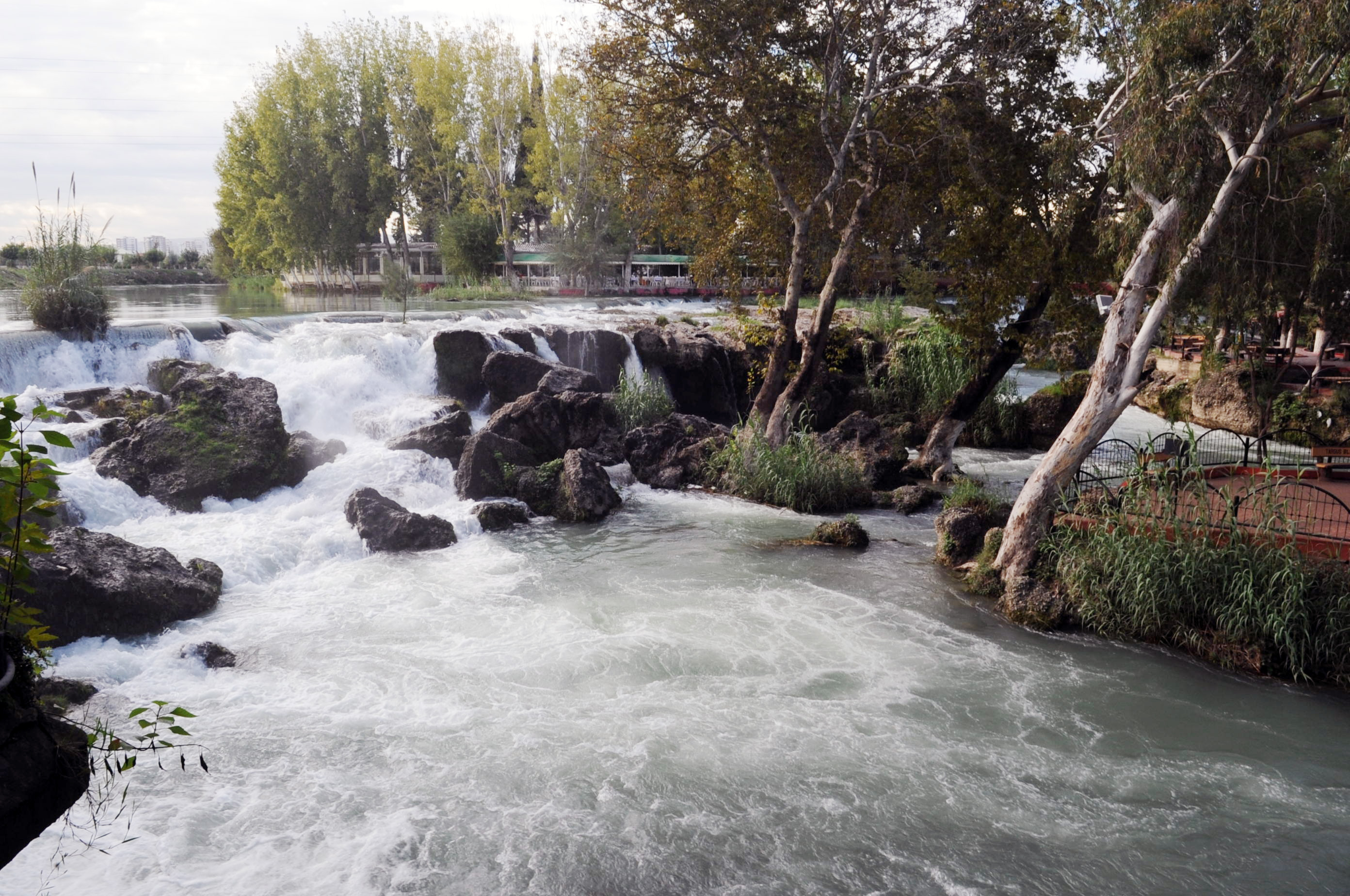
Le cascatelle del Cidno.

### Le cascatelle del fiume Cidno
Appena a nord di Tarso, a soli 4 km dalla città, vi è una cascata alta 15 metri sul fiume, una bellezza naturale che è una zona pic-nic popolare per i residenti della città.
«A Tarso non si può non andare alle cascate del fiume Cidno appena fuori della città. Sono maestose e fragorose, e tuttavia favoriscono il silenzio e la meditazione. È da credere che (l'apostolo) Paolo durante il suo soggiorno forzato a Tarso, sia venuto qui tutto solo a meditare, in riva al fiume della sua infanzia, riandando al momento in cui si avvicinò alle mura di Damasco». La cascata, oltre alla sua bellezza panoramica, è anche un punto d'attrazione per le tombe romane circostanti.

### Karabucak, la foresta di eucalipto
è fra le aree preferite dagli amanti della natura. Anche questa area fa parte dell'Istituto di Osservazione Forestale e con le sue ricchezze è anche una zona di camping. La spiaggia di Beyaz Kum (Sabbia Bianca) offre ottime possibilità per chi vuole godere il sole vicino al mare.

## Cucina

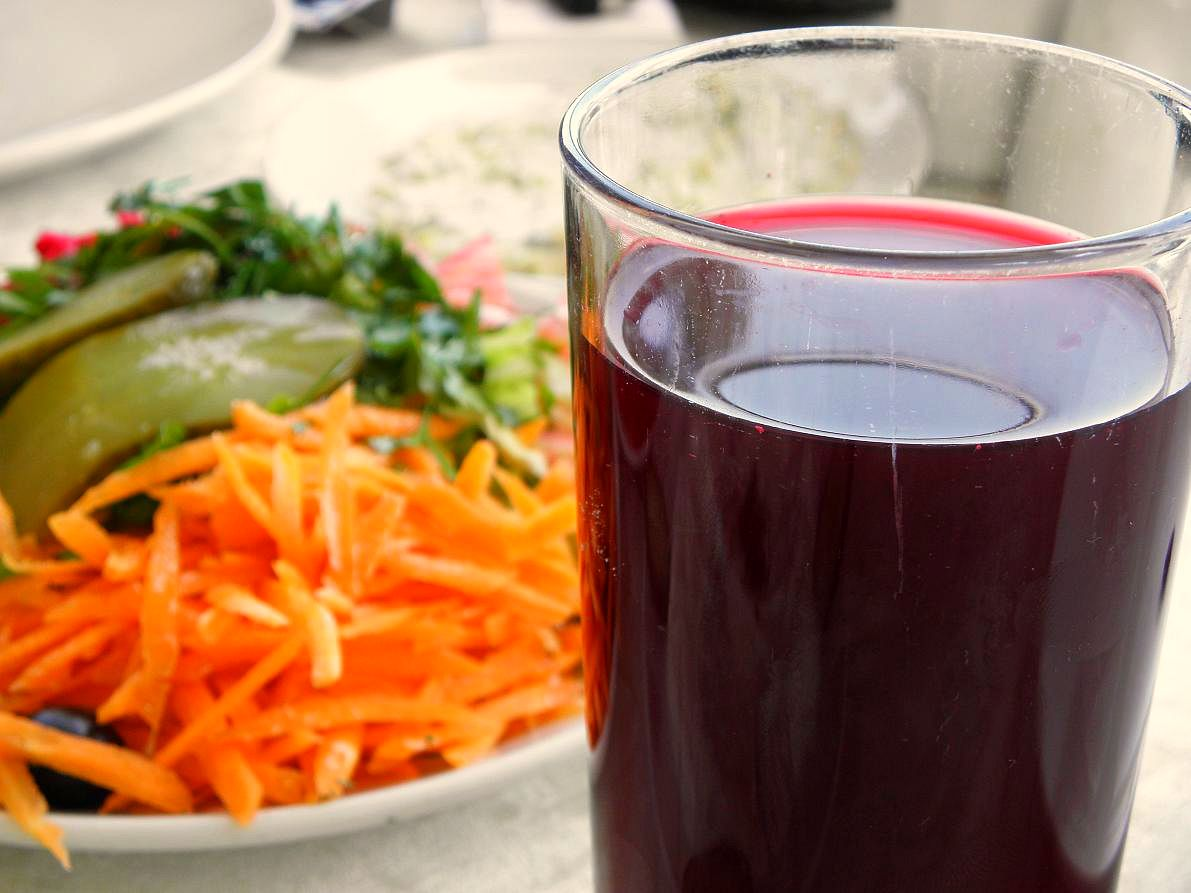
Il şalgam suyu.

La cucina turca è molto ricca di pietanze e si distingue per la varietà e la fantasia con le quali vengono preparati i piatti, spesso a base di ingredienti come frutta, verdura, carne e pesce, accompagnati da spezie.

### Carne e pesce
Tarso, grazie alla sua posizione geografica, ha una ricca tradizione gastronomica che unisce la cucina mediterranea, quella turca e quella del medio oriente. Per questo la carne, i cereali, e i cibi con latte e yogurt si trovano insieme. Il kebab è essenziale per la cucina basata sulla carne. 
Il tantuni kebap carne di manzo tritata con cipolle, aglio e peperoni, avvolta in lavaş ekmek (simile al pane pita); non è molto diverso da una fajita messicana mediamente piccante.
Invece l'hummus, al contrario delle cucine orientali, viene servito caldo e con abbondante burro. Findik lahmacun, içli köfte, dutmaç, paça, vertabit e mahluta, sono i piatti preferiti della cucina di Tarso. Çandir Eyasi, kaburga dolmasi, mumbar e sirdan sono le specialità locali. 
Inoltre i frutti di mare e il pesce sono presentati con le insalate speciali locali.

### Pasticceria
La pasticceria offre dolci come il baklava di Tarso, mamul, kerebiç, il dolce di zucca, taş kadayif, karakus e il cezerye, un pasticcino semi-gelatinoso a base di carote e una gran quantità di noci, e il Tarsus çöreği, un çörek (pane dolce) tipico della città.

### Bevande
Tra le bevande più diffuse il caffè turco, il rakı, una specie di anisetta intorno ai 60° e l'ayran, succo di yogurt, senza dimenticare la grandissima ed eccellente varietà di vini. Oltre a questi è possibile degustare le spremute di boyan e karsambac e şalgam, offerte dai venditori vestiti tradizionalmente. Il şalgam suyu è un succo color cremisi a base di rape e aceto.